# Krnica (Chorwacja)
Krnica – wieś w Chorwacji, w żupanii istryjskiej, w gminie Marčana. W 2011 roku liczyła 286 mieszkańców.